# Rue Henri-Deglin
La rue Henri-Deglin est une voie de la commune de Nancy, dans le département de Meurthe-et-Moselle, en région Lorraine (Grand Est).

## Situation et accès
Située non loin du parc de la Pépinière, elle relie le Boulevard Charles-V à la rue Charles-de-Foucauld. 

## Origine du nom
Monsieur Henri Déglin était un adjoint d'un conseil municipal de Nancy.

## Bâtiments remarquables et lieux de mémoire
- no 30 maison construite en 1890 par l'architecte Georges Biet[2]
- Une des entrées du jardin de la Citadelle.
- no 34 immeuble construit en 1886 par l'architecte Félicien César